# Vad (Cluj)
Vad (in ungherese Révkolostor) è un comune della Romania di 2 029 abitanti, ubicato nel distretto di Cluj, nella regione storica della Transilvania.
Il comune è formato dall'unione di 7 villaggi: Bogata de Jos, Bogata de Sus, Calna, Cetan, Curtuiușu Dejului, Vad, Valea Groșilor.
Di particolare interesse è la Chiesa ortodossa, tradizionalmente attribuita all'iniziativa del Principe Ştefan cel Mare (XV secolo), in pietra grezza con una facciata in stile gotico, peraltro parzialmente distrutta nonostante i restauri più volte effettuati. Accanto alla chiesa si trova un ex monastero che, dal 1523, è stata residenza vescovile della Diocesi ortodossa di Vad e Feleacu.